# Török János (állatorvos)
Török János (Kisbér, 1907. május 17. – Mosonmagyaróvár, 1969. június 17.) állatorvos, egyetemi tanár.

## Életrajza
Édesapja a kisbéri állami ménesbirtok méneskari alhadnagyaként – más adat szerint ménesbirtokbeli gyógykovácsként – dolgozott, édesanyja Cseh Julianna volt. 1925-ben kezdte meg felsőfokú tanulmányait a Magyar Királyi Állatorvosi Főiskolán, ahol 1929-ben kapta meg oklevelét. Hétéves tanszéki munka után – amikor is előbb az anatómiai és fejlődéstani, majd a belgyógyászati tanszéken dolgozott, gyakornokként, majd tanársegédként – Tamásiba, majd Sárvárra helyezték állatorvosnak. 1937-ben tette le az állatorvosi tiszti vizsgát. Ezután Ráckevén dolgozott, majd 1939-ben kinevezték Magyaróvár járási főállatorvosának.
1943 decemberétől Győr-Sopron megye és Győr város vezető főállatorvosaként működött. 1954-ben rövid időre az Agrártudományi Egyetemen vállalt tanszékvezetői állást, majd a mezőgazdasági akadémiák újbóli felállításakor az egyetemi jellegű Mosonmagyaróvári Mezőgazdasági Akadémia állatbonc- és élettani tanszékének vezetését látta el 1954-től 1959-ig, egyúttal a Lajta-Hansági Állami Gazdaság szaktanácsadója is volt.
1960-ban egyetemi tanári kinevezést kapott, ettől kezdve élete végéig az időközben Mosonmagyaróvári Agrártudományi Főiskolára keresztelt tanintézmény tanszékvezetője volt, 1962 és 1965 között annak rektorhelyettesi tisztségét is ellátta. Főleg tenyésztési és tartási kérdésekkel összefüggő vizsgálatokat végzett. Több mint 40 tanulmánya jelent meg a szaklapokban. A száj- és körömfájás leküzdése terén elért eredményeiért elnyerte a Munka Érdemrend ezüst, majd arany fokozatát is.
62 éves korában, váratlanul érte a halál. A magyaróvári temetőben kísérték utolsó útjára.